# Iwona Strzałka
Iwona Strzałka (ur. 20 lutego 1972) – polska reżyser i scenarzystka.
Absolwentka reżyserii filmowej na Wydziale Radia i Telewizji Uniwersytetu Śląskiego w Katowicach. Drogę zawodową rozpoczynała jako asystentka reżysera przy filmie Jerzego Stuhra Duże zwierzę. Była drugim reżyserem przy filmie List Denijala Hasanovicia. Jako samodzielny reżyser dała się poznać za sprawą wielokrotnie nagradzanych autorskich filmów dokumentalnych. Aktywnie angażuje się w inicjatywy promujące kobiecy punkt widzenia w kinie, takie jak HerArts Film Lab we Włoszech, gdzie rozwijała pełnometrażowy scenariusz fabularny "Wyspa Pszczół”. Jest wykładowczynią w AMA Film Academy w Warszawie, wcześniej Drimagine - 3D Animation&VFX Academy. Działa społecznie, jest aktywną członkinią Koła Reżyserów i Koła Scenarzystów w Stowarzyszeniu Filmowców Polskich, Gildii Scenarzystów Polskich oraz Stowarzyszenia Twórczyń Filmowych.

## Filmografia
- 1998 – Czekając na... – krótki metraż, scenariusz i reżyseria
- 1999 – Przytul mnie, mamo – film dokumentalny, scenariusz i reżyseria
- 2000 – Duże zwierzę – film fabularny, asystent reżysera
- 2001 – List – film fabularny, II reżyser
- 2001 – Być naj – film dokumentalny, scenariusz i reżyseria
- 2003 – Szymon Python – portret wewnętrzny – film dokumentalny, scenariusz i reżyseria
- 2007– 2023 Barwy szczęścia – serial telewizyjny, reżyseria (odcinki 36–41), scenariusze
- 2009–2010 – Majka  serial telewizyjny, szef zespołu scenariuszowego (head writer), odcinki 1–4
- 2010 - Pierwsza Miłość - scenariusze
- 2023 - Sandwichman - spektakl telewizyjny, reżyseria i opracowanie tekstu
- 2024 - Misie - pełnometrażowy film fabularny, scenariusz (współautorstwo)

## Nagrody i udział w festiwalach
- Szymon Python – portret wewnętrzny
  - nagroda „Flisaka” za najlepszy film z regionu na Toruńskim Offowym Festiwalu Filmowym TOFFI 2003,
  - wyróżnienie w kategorii „dokument” na Sopot Film Festival 2003,
  - specjalne wyróżnienie organizatorów grupy filmowej „Hamulec Bezpieczeństwa” na Sopot Film Festival 2003,
  - wyróżnienie „za inteligencję i profesjonalizm” na FF Niezależnego „STYGMATY” 2003 w Poznaniu,
  - nagroda specjalna za „oryginalność formy filmowej” na FF Optymistycznych „Happy End” 2003 w Jeleniej Górze,
  - udział w Festiwalu Polskich Filmów Fabularnych 2003 w Gdyni, udział w Other Film Festival 2004 w Melbourne, udział 100% ART – The International Festival for Integrative 2005 (Rosh Hutsot, Israel),
- Być naj
  - „Brązowy Smok” na Międzynarodowym Festiwalu Filmowym „Inne kino” w Krakowie,
  - nagroda specjalna za „oryginalność formy filmowej” na FF Optymistycznych „Happy End” 2003 w Jeleniej Górze (wspólnie z filmem Szymon Python),
  - nagroda „Flisaka” na Toruńskim Offowym Festiwalu Filmowym TOFFI 2003 (wspólnie z filmem Szymon Python),
  - udział w Festiwalu Filmowym „Vitae Valor” ’02 w Tarnowie, Prowincjonalia ’03, Kazimierz ’03,
- Przytul mnie, mamo
  - udział w II Biesiadzie z Filmem Krótkiego Metrażu „DAF” 2001 „Ludzki Świat”
- Czekając na...
  - udział w festiwalach: Unimovie 2001, Monachium ’99, Hannover ’99, Huy ’99, Mannheim – Heidelberg ’99, Etiuda ’98